# Shrek 2 (videojuego)
Shrek 2 es un videojuego del año 2004 desarrollado por Activision para diversas plataformas, basado en la película del mismo nombre. La historia se asemeja bastante a la de la película original. En ella controlaremos en distintos escenarios a personajes como Shrek, Donkey y el Gato con Botas.
Una de las principales características de este juego es el recolectar monedas que nos permitirán comprar pócimas que nos ayuden en nuestro recorrido. Estas pócimas pueden convertir en sapos a nuestros enemigos, enamorarlos, ¡o hasta hacerlos dormir! Otras pócimas se pueden usar con nosotros mismos, para fortalecernos, empequeñecernos o hacernos invisibles.
Otra característica del juego es la de poder arrancar carteles de "Se busca", con la imagen de los distintos personajes de los cuentos de hadas, ubicados en lugares escondidos. Si logramos arrancar tres de esos carteles, iremos a un nivel-sorpresa donde habrá miles de monedas, donde por un límite de tiempo podremos recoger todas las que podamos. Una vez acabado el tiempo, volveremos exactamente al lugar donde habíamos encontrado el tercer cartel, por lo que nuestro progreso en el nivel actual no se perderá.
Y la última característica del juego es que, al encontrar al hada de la guarda Roy, se nos guardará nuestro progreso automáticamente.

## Sinopsis
La historia, contada un tanto por el narrador Allister y otro tanto por el exagerado Donkey, inicia luego del momento en que Shrek y Fiona se enamoraron y se casaron, y mientras se van de luna de miel, dejan la casa al cuidado de Donkey. Al regresar, Shrek y Fiona se dan cuenta de que Donkey ha descuidado los quehaceres de la casa, además de olvidar decirles que han llegado las invitaciones del Reino Muy Muy Lejano para el baile nupcial. En este nivel, comienza un tutorial guiado por Donkey para enseñarle al jugador los controles, como moverse o saltar, hasta lograr arrancar un cartel de "Se busca" de El Flautista. 
Una vez arrancado el cartel, Fiona manda a llamar el carruaje de cebollas para ir a Muy Muy Lejano. En el camino, unos bandidos les roban una rueda del carruaje y Shrek baja a detenerlos. Una vez recuperada la rueda y despejado el camino de troncos, los tres llegan a su destino. Los padres de Fiona se sorprenden al ver que su yerno es un ogro, en especial el rey Harold. Shrek y su suegro comienzan a tener recelos, lo que pone a Fiona muy triste. Fiona va a un balcón a llorar, y aparece el Hada Madrina, quien le dice que si quiere ser feliz, debe casarse con su hijo, el Príncipe Encantador. Pero ella se niega por estar enamorada de Shrek. El Hada entonces amenaza al rey Harold.
Harold organiza un plan para hacerle creer a Shrek que quiere hacer las paces con él. Todo lo que debe hacer Shrek es adentrarse en el bosque, y Donkey lo acompaña. Al no ver a Harold, Shrek y Donkey deciden separarse, aunque se reencuentran cuando Donkey cae en una trampa de comida gratis. Shrek y Donkey siguen adentrándose en el bosque, hasta ser sorprendidos por el Gato con Botas, contratado por Harold para asesinar a Shrek. Shrek le derrota, y el Gato con Botas saca su espada dispuesto a matar a Shrek, pero una bola de pelos justo en su garganta le obliga a detenerse. Shrek lo toma del lomo y el Gato con Botas admite la derrota. Donkey sugiere comérselo, pero Shrek se niega, alegado que no le hace daño a los gatitos. De esta forma, el Gato se convierte en su fiel compañero. Gato los lleva a la fábrica de pociones del Hada Madrina, donde está la pócima de la felicidad. El Hada le niega la poción a Shrek. Shrek, para intentar obtener la pócima, junto a sus dos amigos golpea a uno de los trabajadores de la fábrica para robarle el traje. Pero Gato decide ir a buscar la poción él mismo, porque cabe por los respiraderos, ya que no tienen la llave para entrar directamente a la habitación. La poción es conseguida, pero Donkey se niega a huir por uno de los pasadizos secretos de la habitación, lo que activa la alarma, teniendo Donkey que buscar otra salida.
Una vez que escapan, Shrek y Donkey beben la poción. Gato no la bebe porque dice ser "la perfección personificada". La poción no hace efecto alguno, además a los tres les da algo de sueño. Gato les dice que hay un granero abandonado cerca, donde podrían dormir refugiados de la lluvia. Donkey desafía a Gato a una carrera hasta el granero, dejando muy atrás a Shrek. Shrek atraviesa el bosque, al mismo tiempo que se enfrenta a varios bandidos en el camino. Shrek llega y entran los tres al granero. Mientras duermen, la poción hace efecto, al igual que con Fiona. 
A la mañana siguiente, se dan cuenta de que Shrek se ha convertido en un apuesto joven y Donkey se ha convertido en un hermoso corcel blanco. Cuando van a buscar a Fiona, son sorprendidos por el Hada Madrina y sus hombres, que los detienen y encarcelan. Los héroes escapan de su celda, y cada uno escapa por su camino hasta encontrarse a la entrada de la cárcel. Una vez fuera, se ven frente a frente con el arma secreta que utilizarán para irrumpir en el castillo: Mongo, la galleta gigante. Mongo les abre paso a Shrek, Gato y Donkey hasta la entrada del castillo, cuidándose de las bombas y ríos de leche. 
Una vez dentro, Shrek busca la entrada al patio, donde el Príncipe Encantador intenta besar a Fiona, pero esta evita el beso dándole un puñetazo. Shrek llega a tiempo para luchar contra el Hada Madrina, a quien aturde devolviéndole sus propios hechizos y arrojándole comida de las mesas cercanas. Una vez derrotada y destruida el Hada Madrina, Shrek, Fiona y Donkey vuelven a la normalidad, mientras que Shrek y Fiona se besan.

## Reparto
| Personajes      | Actores Originales Estados Unidos | Actores de Doblaje España |
| --------------- | --------------------------------- | ------------------------- |
| Abuelita        | Vanessa Marshall                  | Salomé Larrucea           |
| Hada Madrina    | Claudia Christian                 | Salomé Larrucea           |
| Harold          | James Arnold Taylor               | Luís Más                  |
| Jengi           | James Arnold Taylor               | Enrique Suárez            |
| Donkey          | Mark Moseley                      | Jesús Barreda             |
| Caperucita Roja | Tara Strong                       | Montse Herranz            |
| Espejo Mágico   | Mel Fair                          | Tomás Rubio               |
| Fiona           | Holly Fields                      | Inma Gallego              |
| Gato con Botas  | André Sogliuzzo                   | Jorge Teixeira            |
| Pinocho         | -                                 | Alfredo Martínez          |
| Shrek           | Michael Gough                     | Juan Carlos Lozano        |

## Juego de videoconsolas
El juego es distinto al de PC. Es algo parecido al videojuego de la cuarta entrega, debido a que puedes controlar en los niveles a un máximo de 4 personajes, incluidos Fiona y Jengibre. Solo hay 11 niveles, aunque son más largos que los de la versión de PC y pueden repetirse. Esta versión recibió mejores reseñas que la de PC, por ser más completa y tener más contenido. Curiosamente, también se lanzaron dos versiones distintas para consolas y PC del videojuego de Spider-Man 2, también lanzado por Activision en 2004.